# Лиственница приморская
Ли́ственница примо́рская (лат. Larix maritima) — гибридная форма лиственницы, возникшая от скрещивания в естественных природных условиях лиственницы камчатской с лиственницей Гмелина или лиственницы камчатской с лиственницей Каяндера.

## Ботаническое описание
Вырастает до 20–25 м в высоту при диаметре ствола до 60 см.
Годовалые побеги тёмно-розовые или красноватые, с сизым налётом, голые или с очень редкими волосками.
Хвоя длиной от 2,5 до 3,5 см, тёмно-зеленая, снизу сизоватая.
Шишки овальные, длиной 1,5–3 см, количество чешуй варьирует в пределах от 25 до 30. При созревании семян чешуи отклоняются от оси шишек под углом 40 — 50°.
Семена буровато-коричневые, длина семян с крылом — 7–9 мм. Крылья имеют красноватый оттенок.

## Распространение и экология
В Хабаровском крае растет южнее 55° северной широты, по хребту Прибрежному на побережье Охотского моря встречается практически до 60° северной широты.
В Приморье по реке Уссури достигает 45° северной широты.
Растёт в северной части Сахалина.
Западная граница ареала проходит по реке Бурея.